# 八百津町立潮見小学校

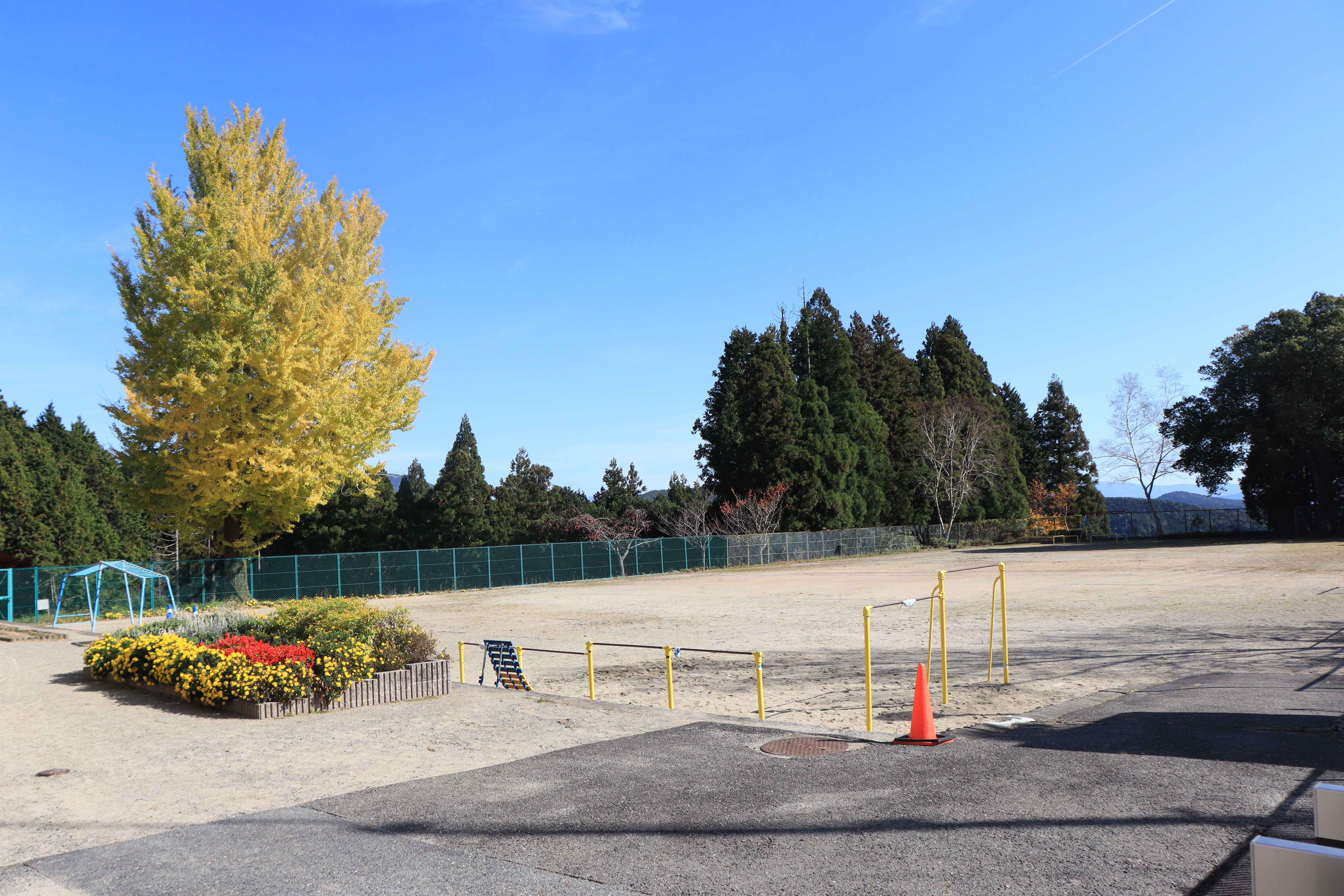
校庭とその脇にあるイチョウの大木

八百津町立潮見小学校（やおつちょうりつ しおみしょうがっこう）は、かつて岐阜県加茂郡八百津町にあった公立の小学校。

## 概要
- 通学区域は潮見、南戸であり、公立中学校の進学先は八百津町立八百津東部中学校である[1]。
- 児童数減少もあり、2023年（令和5年）3月に八百津町立八百津小学校に統合され廃校。廃校時の児童数は11名[2]。廃校後、体育館は社会体育施設として使う予定である[3]。

## 沿革
- 1872年（明治5年） - 潮見村に耕文学校が開校。
- 1881年（明治14年） - 潮見学校に改称する。
- 1886年（明治19年） - 潮見簡易科小学校に改称する。
- 1892年（明治25年） - 潮見尋常小学校に改称する。
- 1897年（明治30年）4月1日 - 潮見村と南戸村が合併し、潮南村が発足。
- 1927年（昭和2年） - 潮見尋常高等小学校に改称する。
- 1941年（昭和16年）4月1日 - 潮見国民学校に改称する。
- 1947年（昭和22年）4月1日 - 潮南村立潮見小学校に改称する。
- 1956年（昭和29年）3月30日  - 潮南村が八百津町に編入される。これにより、八百津町立潮見小学校に改称する。
- 1977年（昭和52年） - 南戸小学校を統合する。
- 1979年（昭和54年） - 新校舎建設のため、旧・南戸小学校の校舎を仮校舎とする。
- 1979年（昭和54年）8月 - 校舎改築工事が着工。旧南戸小学校を仮校舎とする。
- 1980年（昭和55年）2月 - 新校舎竣工。
- 1986年（昭和61年）8月 - 新プール竣工。
- 1992年（平成4年）3月 - 新体育館竣工。
- 1993年（平成5年） - 八百津町が私有林を買収し、学校の農園にする。
- 1998年（平成10年） - 複式3学級、トイレの水洗化、パントリーを改修。柘植定氏の寄贈により、遊具2基増設。
- 2000年（平成12年） - プール壁面等塗直し、普通教室背面黒板設置。林信房氏より、南極の石が寄贈される。
- 2001年（平成13年） - 校内LAN整備、VSAT局設備設置。プールサイド床張り替え。
- 2002年（平成14年） - パソコン4台増設、図書室カーペット張り替え、校内自動通報装置設置。図書司書・SE支援事業開始。運動場水道改修工事。
- 2003年（平成15年） - 職員トイレ、職員更衣室の増設と屋上防水工事実施。
- 2004年（平成16年） - プール濾過ポンプ修理。パソコン室空調機設置。財団法人田口福寿会より、図書及び書架が寄贈される。
- 2005年（平成17年） - ケーブルテレビ設置。1階廊下電灯増設し、パソコン校内LAN工事。
- 2006年（平成18年） - 遊具雲悌・平行棒設置。地域ボランティア立ち上げ。
- 2007年（平成19年） - パソコン入れ替え。
- 2015年（平成27年） - シオミン（本校オリジナルキャラクター）制定。
- 2016年（平成28年） - 一輪車交流開始（交流校:美濃加茂市内小学校）。エアコン設置、カメラ設置。タブレットパソコン導入。シオミン（本校オリジナルキャラクター）が、本格的な活動を開始。
- 2017年（平成29年） - 財団法人田口福寿会より、図書が寄贈される。
- 2018年（平成30年） - 校内・図書室に「人道コーナー」整備。学校運営協議会立ち上げ準備。運動場中央階段整備。
- 2019年（令和元年） - 学校運営協議会設立。
- 2020年（令和2年）12月21日 - タブレット授与式。
- 2023年（令和5年） - 
  - 3月24日 - 閉校式を行う。
  - 3月31日 - 廃校。

## 児童数
| 学年 | 1年 | 2年 | 3年 | 4年 | 5年 | 6年 | 特別支援 | 合計 |
| ---- | --- | --- | --- | --- | --- | --- | -------- | ---- |
| 学級 | -   | -   | -   | -   | -   | -   | -        | 3    |
| 児童 | 0   | 3   | 3   | 2   | 2   | 4   | -        | 16   |

- 2021年10月1日時点[4]。